# Allan Mørkøre
Allan Mørkøre (Klaksvík, 22 novembre 1971) è un allenatore di calcio ed ex calciatore faroese, di ruolo centrocampista. Attuale tecnico del B71 Sandur.

## Palmarès
- Formuladeildin: 3

KÍ Klaksvík: 1991
HB Tórshavn: 1998
B36 Tórshavn: 2005
- Coppa delle Fær Øer: 4

KÍ Klaksvík: 1990, 1994
HB Tórshavn: 1998
B36 Tórshavn: 2003